# Unter Verdacht: Brubeck
Brubeck ist ein deutscher Fernsehfilm von Ed Herzog aus dem Jahr 2008. Es handelt sich um die elfte Episode der ZDF-Kriminalfilmreihe Unter Verdacht mit Senta Berger als Dr. Eva Maria Prohacek in der Hauptrolle.

## Handlung
Bei einem Autounfall verliert der Hauptkommissar Gunther Brubeck seine Frau und ihr gemeinsames Kind. Brubeck gibt dem Politiker Gert Kramer, der Pharmavertreterin Evelyn Dohr und dem Starpianist Leonard Brunner die Schuld am Tod seiner Familie. Die drei saßen in dem Fahrzeug, welches nach Überzeugung von Brubeck den tödlichen Unfall verursachte. Auf dem am Unfalltag entstandenen Foto einer Radarkontrolle ist zu sehen, dass Leonard Brunner den Wagen steuerte. Brubeck initiiert einen Racheplan gegen das Trio. Gert Kramer, der sich scheinbar selbst getötet haben soll, hinterließ kurz vor seinem Tod der Kriminalrätin Dr. Eva Maria Prohacek einen Hinweis auf Brubeck. Sie beginnt die Ermittlungen gegen den Kommissar und muss feststellen, dass ihr Vorgesetzter Dr. Claus Reiter mit Brunner befreundet ist und ihre Arbeit eher boykottiert als fördert.

## Hintergrund
Der Film wurde vom 18. September 2007 bis zum 22. Oktober 2007 in München und Umgebung gedreht. Die Folge wurde am 29. August 2008 um 20:15 Uhr auf arte erstausgestrahlt.

## Kritik
Die Kritiker der Fernsehzeitschrift TV Spielfilm vergaben dem Film die bestmögliche Wertung, sie zeigten mit dem Daumen nach oben. Sie konstatierten: „Trotz Minischwächen fesselnd und lebensnah“.